# Demeter Imre
Demeter Imre (Dunaharaszti, 1921. november 11. – Erzsébetváros, 1975. augusztus 14.) magyar újságíró, lapszerkesztő, színikritikus. A Hazafias Népfront fővárosi bizottságának elnökségi tagja volt.

## Életpályája
Demeter Aladár (1892–1962) dunaharaszti kereskedő és Goldner Irén fia. 1946-ban Zsolt Béla Haladás című lapjánál újságíró lett. Ezután színházi rovatvezető volt az Esti Budapestnél. 1954–1957 között a Művelt Nép felelős szerkesztője volt. 1957-től a Film Színház Muzsika szerkesztője, 1958–1975 között pedig főszerkesztő-helyettese volt. 1948-tól a Magyar Rádió és a Magyar Televízió számára is írt színházi kritikákat.
1975. augusztus 14-én hunyt el szívizomelhalás következtében.

## Magánélete
1947-ben házasságot kötött Gyimesi Pálma színésznővel.

## Művei
- Rivalda (anekdoták, 1959)
- A fészek. Emlékkönyv a Fészek klub alapításának 60. évfordulójára; szerk. Demeter Imre; Gondolat, Budapest, 1962
- Köszönöm a tüzet (Timár József élete, 1971)
- Somlay Artúr; Szépirodalmi, Budapest, 1972 (Arcok és vallomások)
- A Fészek. Emlékkönyv a Fészek művészklub alapításának 75. évfordulójára; szerk. Demeter Imre; bőv. kiad., minikiadás bőv. Galambos Tibor; Gondolat, Budapest, 1976

## Díjai
- Rózsa Ferenc-díj II. fokozat (1965)[5]